# マリヌス・デ・ヨング
マリヌス・デ・ヨング（オランダ語: Marinus De Jong、1891年7月14日 - 1984年6月13日）は、オランダ出身のベルギーの作曲家。

## 経歴
1891年、オランダのオーステルハウトで生まれた。アントウェルペン音楽院でピアノ・対位法・フーガを学んだ後、ベルギーに帰化した。ピアニストとしてデビューし、1919年から1922年までアメリカ合衆国に演奏旅行を行った。1925年からメヘレンの教会音楽学校で教壇に立った。1931年からアントウェルペン音楽院のピアノの教授となり、1948年からはフーガも教えるようになった。
1984年、フランデレン地域エケレン(Ekeren)で死去。

## 作曲作品とその作風
作品には4つの交響曲、3つのピアノ協奏曲、6つの弦楽四重奏曲、オペラ、オラトリオなどがあり、作風はグレゴリオ聖歌とフランドル民謡、さらに20世紀初頭の音楽とジャズの影響を受けたものである。

## 文献
- Friedrich Blume (Hrsg.): Die Musik in Geschichte und Gegenwart, 1. Auflage, 1949-1986